# Marie-Anne de Mailly-Nesle
Marie-Anne de Mailly-Nesle (París, 5 d'octubre de 1717 - 8 de desembre de 1744) fou marquesa de Tournelle i duquessa de Châteauroux i una de les amants de Lluís XV. Dotada d'una singular bellesa, sabia amagar les seves vehements passions amb una fredor sàviament calculada, però s'ha exagerat molt vers la seva influència i el paper que representà en la política del seu temps.
Era la més jove de les filles del marquès Louis de Nesle. En quedar orfe de mare, fou acollida per la seva parenta la marquesa de Vrillière. Va contraure matrimoni als disset anys amb Jean Baptiste Louis, marquès de La Tournelle. El seu marit encara més jove que ella, preferí la vida del camp i tenir cura dels seus dominis, doncs la vida de palau li era insuportable, i havent mort aquest el 1740, Marie-Anne tornà altra volta a casa de la seva parenta la marquesa de Vrillière, llavors vídua del duc de Mazarino. Morta també aquesta protectora, fou recollida a Versalles per madame de Mailly. Es fixà en ella Lluís XV, i si bé al principi no correspongué a l'amor del monarca, mercès a les intrigues del duc de Richelieu, Lluís XV començà a veure realitzats els seus desitjós, i fou creada duquessa de Châteauroux el 1743. Durant el viatge de la cort a Choisy, aparegué públicament com amistançada del monarca.
Fou un instrument d'Armand Jean du Plessis de Richelieu, el qual aspirava a governar el regne per mitjà de la favorita; això ocasionà moltes intrigues per fer-li perdre l'amistat del rei, sent un dels principals intrigants el duc de Noailles. Marie Anne volgué acompanyar a Lluís XV en el seu viatge a l'est de França, el que assolí, malgrat de l'oposició del delfí i d'altres personatges influents, i tan sols la greu malaltia que va contraure a Metz el monarca, fou causa de la disminució de la influència de la duquessa; es va veure allunyada de Metz, i l'endemà Lluís XV rebé el Viàtic, ocasió en la qual demanà perdó públicament dels seus escàndols amorosos, però guarit Lluís XV de la seva malaltia, la duquessa de Châteauroux tornà a adquirir el seu influx anterior, que aprofità per fer desterrar de la cort als seus enemics, i es trobava novament en el cim de la cort, quan fou arrabassada per la mort, després d'una curta malaltia.